# 川口典子
川口 典子（かわぐち のりこ、1978年3月28日 - ）は、石川県出身の児童心理学者。元お笑い芸人であった。身長166cm、B85・W60・H90、血液型はA型。太田プロダクション所属していた。
主な芸に、SMの女王様風の衣装ながら暇そうな口調の『暇人典子女王様』というキャラクターがあり、この芸の映像を『でじたるのバカ2』（第2日本テレビ、日本テレビ）に本人が投稿したこともある。
2006年の一時期、同じ太田プロの栗田育美と『四谷事変』というコンビでライブに出演したことがある。
太田プロの芸能人女子フットサルチーム「YOTSUYA CLOVERS」に所属していたが、2006年12月29日のファンイベントをもって退団した。その後芸能界も引退した。